# Metrô de Omsk
O Metrô de Omsk é um sistema de metropolitano que está em construção e que servirá a cidade russa de Omsk. Prevê-se a sua inauguração para 2016.